# Hector (film, 1987)
Pour les articles homonymes, voir Hector (homonymie).
Pour plus de détails, voir Fiche technique et Distribution.

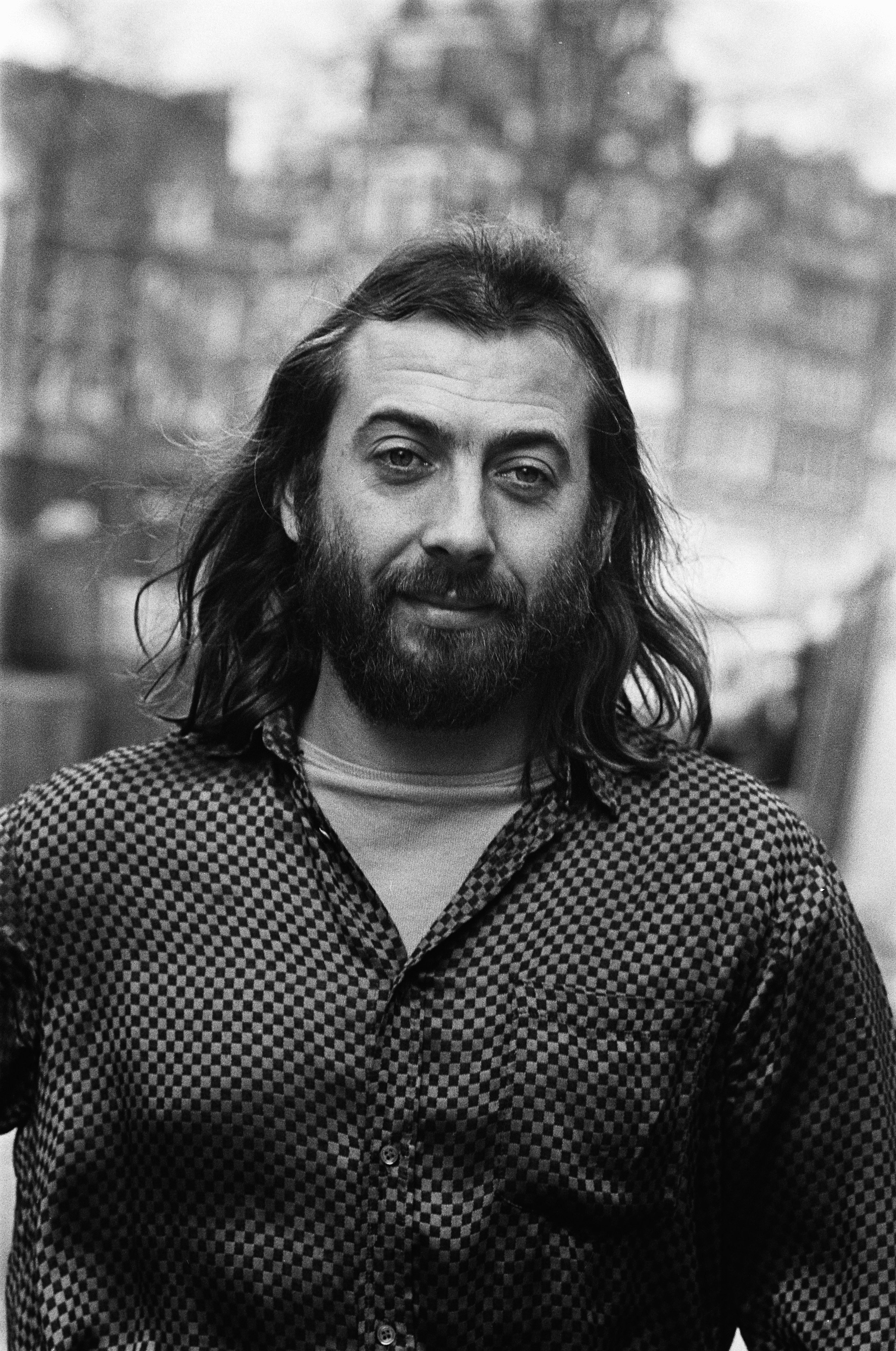
Urbanus en 1979

Hector est un film belge réalisé par Stijn Coninx en 1987. Les scénaristes sont Stijn Coninx et Urbanus, qui joue le rôle-titre.

## Synopsis
Hector suit un traitement contre la variole dans un orphelinat. Ses parents ne sont jamais venus le chercher. Trente-cinq ans après, il y vit toujours, entouré d'enfants. Une tante, Ella Mattheusen, se souvient de son existence et l'emmène afin qu'il aide son mari, Achille, dans sa boulangerie. Hector démontre ses compétences par des inventions inattendues et contribue à ce que Jos, le fils d'Achille, réalise son rêve de devenir champion cycliste.

## Fiche technique
- Réalisation : Stijn Coninx
- Scénario : Stijn Coninx, Urbanus, Walter van den Broeck
- Production :
  - Producteurs : Erwin Provoost (nl), Jos van der Linden
  - Coproducteur : Jos Vanderlinden
- Musique : Jan De Wilde
- Photographie : Willy Stassen (nl)
- Montage : Kees Linthorst
- Costume : Loret Meus
- Son : Peter Flamman
- Cascades : Leon Dutz
- Distribution : Multimedia-Linden Film
- Pays :  Belgique
- Langue : néerlandais
- Genre : Comédie
- Durée : 90 minutes
- Date de sortie : 1987

## Distribution
- Urbanus : Hector
- Sylvia Millecam : Ella Mattheusen
- Frank Aendenboom : Achiel Mattheusen
- Herbert Flack : Grégoire Ghijssels
- Marc Van Eeghem : Jos Mattheusen
- Hein van der Heijden : Swa Ghijssels
- Ann Petersen : Sœur abbesse
- Cas Baas : Docteur
- Jean Blaute : Chauffeur de la petite Fiat
- Maja van den Broecke : Ikebana
- Chris Cauwenberghs : Marchand de vélos
- Yvonne Verbeeck : Sœur Carbon

## Production

### Lieux de tournage
Le film a été tourné à Buizingen, Hoeilaart, Linkebeek, Pepingen et Vollezele.

### Caméos
Le Premier ministre belge de l'époque, Wilfried Martens, et le président du Parti socialiste, Karel van Miert, font une apparition en caméo. Ils jouent tous deux le rôle d'employés de la voirie.

## Accueil
Hector a été le film flamand qui a eu le plus de succès au cinéma avec 933 000 spectateurs avant d'être dépassé en 1990 par Koko Flanel. En 2009, Hector chute encore d'une place et devient troisième, dépassé par le thriller Loft, classé premier.

## Récompense
- Grand prix du Festival de Chamrousse 1988